# Rio da Vila
O rio da Vila é um ribeiro na cidade do Porto que desagua no rio Douro, em Portugal. Com o desenvolvimento urbano, o rio da Vila acabou por ser totalmente encanado.

## Geografia
O rio da Vila formava-se com as águas de dois mananciais:
- Um nascia na zona da atual Praça do Marquês de Pombal, descia pela Quinta do Laranjal (a Avenida dos Aliados dos nossos dias), passava pelo antigo Campo das Hortas (atual Praça da Liberdade), alimentando hortas e lavadouros.
- O outro tinha a sua origem nas elevações da Fontinha, descia pelo atual Mercado do Bolhão, onde se lhe juntavam as águas de mais um pequeno ribeiro e descia o que é na atualidade a Rua de Sá da Bandeira.[1]

Os dois ribeiros juntavam-se no local onde hoje está a Praça de Almeida Garrett, em frente à Estação de São Bento, formando o rio da Vila, onde a cidade foi depositando todas as imundices, ao longo dos séculos, transformando-o progressivamente num verdadeiro esgoto a céu aberto e um foco infeccioso. O rio da Vila corria onde hoje se encontram as ruas de Mouzinho da Silveira e de São João, desaguando no Douro junto da Praça da Ribeira.

## História
O rio da Vila aparece indicado no documento de doação de D. Teresa, mãe de D. Afonso Henriques, do burgo portucalense ao Bispo D. Hugo. É designado como Canallem maiorum, por contraponto ao "canal menor" que seria o Rio Frio, mais para poente. Foi também conhecido por rio da Cividade, por passar perto do Morro da Cividade.
Em 1336, D. Afonso IV deu início à construção das novas muralhas da cidade que, ao se arrastar por um longo período de trinta e oito anos, terminou já durante o reinado de D. Fernando. Daí o facto de a cerca ser popularmente conhecida como Muralhas Fernandinas. Terá sido nessa altura que se terão encanado os ribeiros que se juntavam no largo fronteiro ao antigo Convento de São Bento da Avé-Maria. Num documento de 1409 o ribeiro aparece descrito como rio de Carros, por correr no subsolo desta porta aberta na muralha e que ficava em frente à Igreja dos Congregados.
Em 1763 a parte deste rio próxima da Ribeira foi coberta com a construção da Rua de São João. E em 1875 com a abertura da Rua de Mouzinho da Silveira foi encanado na parte que ainda estava a descoberto. Obras posteriores, como a construção da Avenida dos Aliados, na segunda década do século XX, foram condenando ao subsolo também os mananciais do rio da Vila.
Em meados da Década de 2010, surgiu a ideia de tornar o rio visitável, fazendo um museu subterrâneo. Em 2016, foi aberto concurso público para o projeto do museu, com conclusão prevista para 2018. Em 2018, noticiou-se o início das obras, mas em 2020 ainda não estava completo. Entretanto, foi acordado com a Metro do Porto um Plano de Salvaguarda do Património Cultural assim como medidas de Compensação do Património Cultural, tendo em conta a interferência das obras da futura Linha Rosa com o rio da Vila. Apesar de tudo, em 2021, o projeto de musealização do rio da Vila foi suspenso (embora não abandonado).
No final da manhã de 7 de Janeiro de 2023, na sequência de chuva torrencial, o rio da Vila transbordou, provocando inundações na zona da Praça de Almeida Garrett, estação de metropolitano de São Bento e nos arruamentos adjacentes, entre os quais a Rua de Mouzinho da Silveira e a Rua das Flores.  A Metro do Porto negou responsabilidade pelas inundações em si, mas, após acusações de o sistema de drenagem ter sido fragilizado pelas obras, foi pedido um estudo ao Laboratório Nacional de Engenharia Civil, que revelou que as obras do metro tinham agravado as cheias, mas que teria havido cheia de qualquer maneira.
Ainda em 2023, foi concluído um novo desvio do rio da Vila, a cargo da Metro do Porto no âmbito da construção da Linha Rosa, um túnel com o comprimento de 536 metros e cerca de seis metros de diâmetro, servindo para desviar as águas da futura estação de metro de São Bento.